# Ilja Kutepov
Ilja Olegovitj Kutepov (russisk: Илья Олегович Кутепов; tr. Ilja Olegovitj Kutepov; født 29. juli 1993 i Stavropol, Rusland), er en russisk fodboldspiller (midterforsvarer). Han spiller for den russiske ligaklub FC Spartak Moskva, som han var været tilknyttet siden 2012.

## Landshold
Kutepov debuterede for Ruslands landshold 9. oktober 2016 i en venskabskamp mod Costa Rica. Han blev udtaget til den russiske trup til VM 2018 på hjemmebane.